# Jarvis Moss
Jarvis Jaray Moss (Denton, 3 agosto 1984) è un giocatore di football americano statunitense che gioca nel ruolo di defensive end e attualmente è free agent.

## Carriera universitaria
Ha giocato nei Florida Gators squadra rappresentativa dell'università della Florida.

## Carriera professionistica

### Denver Broncos
Al draft NFL 2007 è stato selezionato dai Broncos come 17a scelta assoluta. Ha debuttato nella NFL il 9 settembre 2007 contro i Buffalo Bills con il ruolo di defensive end indossando la maglia numero 94. Purtroppo il 1º novembre durante un allenamento si è rotto lo stinco e il giorno seguente è stato messo subito sulla lista infortunati, saltando così il resto della stagione. 
Nella stagione 2009 è stato spostato nel ruolo di outside linebacker, ma non riuscendo ad adattarsi ha iniziato a pensare di ritirarsi dalla NFL. Dopo vari giorni di ripensamenti ha deciso di continuare.
Nell'ultima sua stagione con i Broncos, dopo aver giocato tutte le partite, è stato svincolato il 17 novembre.

### Oakland Raiders
Il 24 novembre 2010 dopo esser stato sul mercato dei free agent ha firmato un contratto di un anno con gli Oakland Raiders per sostituire l'infortunato Trevor Scott. Ha giocato la sua migliore partita della stagione nella vittoria contro i Kansas City Chiefs il 2 gennaio 2011, dove ha fatto registrare 3 tackle totali e un sack.
Il 29 luglio 2011 dopo esser diventato unrestricted free agent ha rifirmato un contratto di un anno per 1,25 milioni di dollari.

## Vittorie e premi
Nessuno.

## Statistiche
| Tackle totali    | 46  |
| Sack             | 6,0 |
| Intercetti fatti | 0   |

Statistiche aggiornate alla stagione 2012